# Conus tuberculosus
Conus tuberculosus is een slakkensoort uit de familie van de Conidae. De wetenschappelijke naam van de soort is voor het eerst geldig gepubliceerd in 1937 door Tomlin.